# リチャード・ラッセル・ジュニア
リチャード・ブリヴァード・ラッセル・ジュニア（Richard Brevard Russell Jr., 1897年11月2日 - 1971年1月21日）は、アメリカの政治家。ジョージア州下院議員（1921年 - 1931年）、ジョージア州下院議長（1927年 - 1931年）、ジョージア州知事（1931年 - 1933年）、連邦上院議員（ジョージア州選出、1933年 - 1971年）を歴任。上院では上院仮議長（1969年 - 1971年）、歳出委員長（1969年 - 1971年）、軍事委員長（1951年 - 1953年、1955年 - 1969年）を歴任。所属政党は民主党。

## 生い立ちおよび経歴
ジョージア州ウィンダーに生まれる。ジョージア州パウダー・スプリングスの第7地区農業・技術学校を1914年に卒業、1915年にはジョージア州バーンスヴィルのゴードン・インスティテュートを卒業する。一方で1918年にはジョージア大学から法学士の学位を取得し、上院議員在任中の1957年、マーサー大学から法学修士号（LL.D）を取得している。第一次世界大戦中の1918年、ラッセルは海軍予備隊に入隊。1919年には故郷ウィンダーで弁護士を開業し、後にジョージア州バロウ郡の検事に就任する。ジョージア州下院議員として政界入り。州下院で頭角を現し議長にまでなる。1930年にジョージア州知事に当選。知事としては人種隔離政策を推進する。
1932年、ウィリアム・ハリス上院議員が在任中に死去する。ラッセルはそれに伴い行われた補欠選挙で当選し、36年、42年、48年、54年、60年、66年にそれぞれ再選される。39年にわたる長いキャリアを誇り、上院の長老、南部民主党のリーダーとして重きをなした。人種隔離政策の強力な擁護者として知られ、当然のことながらアフリカ系アメリカ人への公民権付与に断固として反対し続けた。1948年には州権民主党に参加し、同じ人種差別主義と隔離政策を共有するストロム・サーモンドサウスカロライナ州知事を大統領候補として支持した。1952年、1956年には南部を代表して大統領予備選に出馬するも指名獲得に失敗する。1964年公民権法を筆頭とした一連の公民権法反対運動の指揮を執り、人種隔離政策の維持と反人種差別運動への反対を謳ったサザン・マニフェストを共同執筆、これに署名する。ラッセルはリンドン・ジョンソンとは師弟関係にあったが、後にジョンソンが大統領に就任し、公民権法制定を推進すると公民権問題を巡って決裂した。ケネディ暗殺事件に際しては、同事件の調査を行うウォーレン委員会の委員を務めた。
ラッセルはワシントンD.C.のウォルター・リード陸軍医療センターで在任中に死去した。ラッセル上院ビルおよびスタージョン級原子力潜水艦の37番艦は彼にちなんで命名された。

## 太平洋戦争末期における対日強硬路線
1945年8月7日、広島への原爆投下後、日本の降伏が明らかになってくる中、トルーマン大統領に電報を打ち、さらなる徹底的な都市の破壊と、無制限の原爆投下、市民の無差別殺戮を続けるよう進言した。以下がラッセルのトルーマン大統領宛の電報内容である。